# Si Banphot
Si Banphot (em tailandês: อำเภอศรีบรรพต) é um distrito da província de Phatthalung, no sul da Tailândia. É um dos 11 distritos que compõem a província. Sua população, de acordo com dados de 2012, era de 17 475 habitantes, e sua área territorial é de 218,5 km². 